# Michail Lomonosov
Michail Vasiljevič Lomonosov (rusky Михаил Васильевич Ломоносов, 8. listopadujul./ 19. listopadu 1711greg. Mišaninská (dnes Lomonosovo) – 4. dubnajul./ 15. dubna 1765greg. Petrohrad) byl ruský polyhistor – chemik, fyzik, kromě toho také filozof a básník, historik, teoretik a experimentátor v mnoha dalších oborech. Byl iniciátorem založení univerzity v Moskvě, která na jeho počest byla později nazvána Lomonosovova univerzita. Mezi jeho vědecké úspěchy lze zařadit formulaci obecného zákona zachování hmotnosti a pohybu z roku 1748, o rok dříve přišel s myšlenkou, že podstatou tepla je pohyb malých částeček. Jeho všestrannost dokazuje také vydání 15 svazků básní, ale i překlady Homéra, Horatia a Senecy.

## Biografie
Michail Lomonosov se narodil na Dálném severu Ruska v gubernii Archangelsk, ve vesnici Mišaninská (dnešní název Lomonosovo). Jeho otec, Vasilij Dorofejevič Lomonosov, byl svobodný sedlák, rybář a majitel lodi, kterému se podařilo nahromadit malé jmění z dopravy zboží po řece Dvině. Jeho matka, Elena Ivanovna Sivkova, byla dcerou duchovního. Zemřela, když bylo Michailovi devět let.
Když bylo Michailovi deset let, začal ho otec brát s sebou na své obchodní mise až k Bílému moři a Soloveckým ostrovům, aby se syn něčemu přiučil. Učení bylo sice Michailova vášeň, ale obchod ne. Jeho nesmírná touha po vědění nemohla být uspokojena v odlehlé vesnici, kde měl k dispozici jen omezený počet knih. Místní jáhen mu půjčil Magnického Aritmetiku, Smotrického Gramatiku a také Polockého básně. Otec jeho vzdělání nepodporoval a když přivedl domů novou macechu, Michail se v prosinci roku 1730 rozhodl odejít do Moskvy.
Zde studoval nejprve na Slovansko-řecko-latinské církevní akademii a žil o černém chlebu a kvasu, dělal však velmi rychlé pokroky ve svém vzdělání. Po třech letech v Moskvě byl poslán na roční studium na akademii v Kyjevě. Byl však zklamán zdejším učením, a tak se předčasně vrátil zpět do Moskvy. Byl vynikající student a absolvoval dvanáctiletý vzdělávací cyklus za pouhých pět let jako nejlepší žák ve třídě. Počátkem roku 1736 byl odměněn stipendiem na Petrohradské státní univerzitě. Ponořil se do studií fyziky, chemie a matematiky. Musel se naučit německy, protože výuka probíhala v němčině. Na podzim byl vyslán na studium v zahraničí v Německu. Na univerzitě v Marburgu studoval matematiku, fyziku a filozofii v letech 1736–1739. Tato univerzita zaujímala v polovině osmnáctého století velmi významné místo mezi evropskými univerzitami, zvláště pro přítomnost filozofa Christiana Wolffa, prominentní postavy německého osvícenství. Lomonosov se stal jeho osobním studentem a toto spojení filozofie a vědy ho hluboce ovlivnilo na celý jeho život. Zdokonalil se v němčině a latině, naučil se francouzsky a italsky, studoval díla starověkých myslitelů a básníků, německou literaturu, učil se kreslit a šermovat. V těchto letech napsal své první studentské práce o přeměně pevné látky v tekutou a Fyzická dizertace o rozdílnosti smíšených látek založených na spojení korpuskulí (částic) (Физическая диссертация о различии смешанных тел, состоящих в сцеплении корпускул). V r. 1739 byl spolu s dalšími ruskými studenty poslán na univerzitu ve Freibergu, kde studoval chemii, metalurgii a hornictví. Uvádí se, že důvodem odjezdu byl rozmařilý studentský život a značné dluhy. Při svém pobytu v Marburgu se Michail zamiloval do Elisabeth Christine Zilch, dcery své bytné, se kterou se oženil v červnu roku 1740. Měli spolu dceru Jekatěrinu Elisabeth, narozenou 8. listopadu 1739.
Do Ruska se vrátil sám v roce 1741. Během cesty, kterou absolvoval pěšky, byl chycen verbíři pruské armády, ale po několika týdnech se mu podařilo zběhnout. V Petrohradě byl jmenován adjutantem Ruské akademie věd na katedře fyziky. V roce 1743 za ním přijela manželka. V květnu 1743 byl Lomonosov obviněn z údajné urážky několika akademiků, za což mu byl vyměřen trest domácího vězení na osm měsíců. Po svém propuštění byl v roce 1744 omilostněn poté, co se omluvil všem dotčeným vzdělancům. V roce 1745 byl přijat za řádného člena Ruské akademie věd a jmenován profesorem chemie. Zde také založil první chemickou laboratoř. Jeho činnost zahrnovala i jiné vědecké obory: vypracoval soupis základních hornin a minerálů v Rusku, usiloval o vytvoření botanického atlasu. Snažil se, aby se na univerzitě vyučovalo rusky a své práce, kterých bylo kolem dvou set, psal převážně v latině nebo ruštině. V roce 1746 přednesl svou první veřejnou přednášku v ruštině.
Ve svých bádáních došel Lomonosov k několika přelomovým objevům a mnoha teprve až později potvrzeným hypotézám. Např. teplo považoval za formu pohybu, vyslovil domněnku vlnového šíření světla, přispěl k formulaci kinetické teorie plynů a deklaroval myšlenku zachování hmoty. Byl také prvním člověkem, který zřejmě zaznamenal bod tuhnutí rtuti. Dostal se také velmi blízko k teorii kontinentálního driftu a teoreticky předpověděl existenci Antarktidy. Kromě toho jako první vyslovil souvislost mezi polární září a elektrickým nábojem v zemské atmosféře. V roce 1748 podal mechanický výklad gravitace, formuloval obecný zákon zachování hmotnosti a pohybu.. Byl zakladatelem fyzikální chemie. Od roku 1748 se zabýval výrobou barevných skel a analýzou rud.
Věnoval se také humanitním vědám. Napsal několik svazků básní, v roce 1755 napsal knihu gramatiky, která reformovala ruský literární jazyk kombinací staroslověnštiny a hovorové ruštiny. V roce 1748 vedl polemiku s německým historikem Gerhardem Müllerem o výkladu ruských dějin.
V roce 1749 se mu narodila dcera Jelena, která jako jediná z jeho dětí se dožila dospělosti. V roce 1749 si Lomonosov získal přízeň carevny Jelizavety I. oslavným projevem na její osobu předneseným na slavnostním shromáždění Akademie věd. V roce 1753 mu carevna věnovala usedlost Usť-Rudica a další 4 vesnice západně od Petrohradu k vybudování sklárny, kde se vyráběly skleněné mozaiky a další dekorativní předměty. Podle Lomonosovova návrhu byly zhotoveny mozaiky Portrét Petra Velikého a Bitva u Poltavy.
Když na veřejném zasedání Akademie v listopadu 1753 přednesl svůj proslulý Proslov o vzdušných jevech, pocházejících od elektrické síly, vyložil v něm i svůj názor na podstatu elektřiny. Odmítl v něm karteziánské hypotézy toků a vírů, kriticky se však postavil i k hypotéze Franklina.
Podporoval rozvoj ruské vědy a vzdělanosti a na jeho návrh byla roku 1755 v Moskvě zřízena univerzita. Zasloužil se také o založení gymnázia při Akademii věd. V roce 1757 byl zvolen poradcem kanceláře Akademie věd. V tomto období se zabýval geografií a meteorologií. Zpracoval zeměpisný atlas Ruska a zabýval se konstrukcí barometrů a dalekohledů.
Při pozorování průchodu Venuše v roce 1761 z malé observatoře poblíž svého domu v Petrohradě zjistil, že se okolo ní vyskytuje úzký světelný prstenec (Lomonosovův efekt). Toto zjištění ho vedlo k vyslovení hypotézy o existenci atmosféry Venuše. Odhadl také stáří planety Země na řádově stovky tisíc let (v době, kdy podle Bible činilo stáří světa jen kolem 6 tisíciletí.)
V roce 1761 byl zvolen zahraničním členem Královské švédské akademie věd a v roce 1764 členem akademie v Bologni.
Michail Lomonosov zemřel 15. dubna 1765 v Petrohradě ve svém domě u řeky Mojky. Pochován byl na Lazarevském hřbitově Alexandro-něvského kláštera. Jeho knihovna a veškeré písemnosti byly na příkaz carevny Kateřiny II. odvezeny a už nikdy nebyly nalezeny.

## Dílo
Množství vědeckých disciplín, kterými se Lomonosov zabýval vychází z mnohostrannosti jeho zájmů a touhy po vědění a vzdělání. Velký význam přikládal experimentálním výzkumům, ve kterých nacházel potvrzení svých teoretických hypotéz. Kladl důraz na spojení teorie a praxe. Své tvůrčí schopnosti prokázal i v oblasti umění.

### Přírodní vědy
- Zasloužil se o teoretické a experimentální zdůvodnění zákona o zachování hmoty a pohybu v přírodě a zároveň zákona zachování energie, když v r. 1748 v uzavřené skleněné nádobě s olověnými destičkami nechal probíhat chemickou reakci a zjistil, že hmotnost celé soustavy se nezměnila. Své závěry sdělil švýcarskému matematikovi Eulerovi v dopise ze dne 5, července 1748. Nezávisle na něm ke stejnému výsledku dospěl ve stejnou dobu francouzský vědec Lavoisier.
- Svou molekulárně-kinetickou teorií tepla položil základ pozdějších teorií o struktuře hmoty. Už v r. 1743 napsal pojednání O nepostižitelných hmotných částicích tvořících tělesa v přírodě, v nichž spočívá podstata korpuskulárních vlastností. Ve své práci Úvaha o příčině tepla a chladu z r. 1747 vyslovil názor, že zdrojem tepla je rotační pohyb malých částeček (korpuskulí=molekul a elementů=atomů), z nichž je složeno těleso. Rotační pohyb označil za jeden ze základních principů vesmíru. Pohyb považoval za zdroj všech změn, k nimž dochází v přírodě. Uplatněním molekulárně-kinetické energie se mu v r. 1759 podařilo získat rtuť v pevném skupenství. Současně prokázal elektrickou vodivost rtuti a její zařazení do skupiny kovů. Zabýval se problémem všeobecné gravitace.
- Položil základy fyzikální chemie, když chemické jevy zkoumal na základě fyzikálních zákonů a teorie struktury hmoty. Úkoly tohoto vědního oboru formuloval ve svých pracích Pokusy fyzikálně chemické a Úvod do skutečné fyzikální chemie již počátkem čtyřicátých let 18. století. V r. 1752 otevřel první kurz fyzikální chemie.
- Založil první vědecko-výzkumnou chemickou laboratoř v Rusku, v níž zkoumal vzorky rud, kovů a tekutin. Rozpracoval technologii barevných skel a smaltů, kterou převedl i do průmyslové výroby. Objevil postup výroby červeného skla. Pro barvení skla využíval různé barevné kovy (cín, antimon, olovo atd.) a různé metody chemické úpravy a oxidace při změně složení skla. Od r. 1753 budoval ve vesnici Usť-Rudica nedaleko Oranienbaumu sklářskou provozovnu. Při výstavbě továrny uplatnil Lomonosov své inženýrské a konstrukční schopnosti, projektoval technologii včetně strojů a zařízení. Továrna se stala potvrzením jeho laboratorních experimentů v praxi. Původně se zde vyráběly různé druhy skleněných korálků a barevné smalty pro mozaiky. Postupně se sortiment rozšiřoval o různé ozdobné předměty (přívěsky, brože) a větší předměty z barevného, většinou tyrkysového skla: stolní servisy, psací a toaletní potřeby i foukané sošky, květináče, lité stolní desky. .
- Zabýval se zkoumáním elektrických výbojů v atmosféře. Elektřinu chápal jako určitou formu pohybu částic velmi jemné látky – éteru. V r. 1745 sestavil se svým spolupracovníkem Georgem Wilhelmem Richmannem první přístroj na měření stupně elektřiny, který umožňoval stabilní pozorování množství energie v atmosféře za jakéhokoliv počasí. Při jednom z pokusů byl Richmann v r. 1753 zabit úderem blesku a další pokusy byly vedením Akademie zakázány. Ve stejném roce vydal Lomonosov pojednání O jevech vzduchových elektrickou silou způsobených, ve kterém představil své závěry o atmosférické elektřině. Jeho doplněním je další spis s podrobným popisem pozorování a pokusů včetně obrázků a nákresů, v němž Lomonosov vysvětlil odlišnosti od Franklinových teorií a pozorování. Popisuje zde způsoby ochrany před bleskem včetně bleskosvodů. Dalším spisem je Teorie elektřiny na matematickém základě z r. 1756. V souvislosti s atmosférickou elektřinou zkoumal i polární záři a zajímal se o meteorologii. V rámci meteorologických pozorování a maření fyzikálních veličin v různých výškách vytvořil funkční model zařízení pro vertikální let – první prototyp bezpilotního vrtulníku se dvěma vrtulemi.
- Zabýval se otázkou fyzikálních vlastností nebeských těles, studoval komety. Ve svých verších přirovnával Slunce k rozbouřenému oceánu. Při pozorování přechodu Venuše přes Slunce objevil kolem Venuše okraj – zrcadlový odraz Slunce v atmosféře planety. Tento jev popsal v roce 1761 v práci Odraz Venuše na Slunci.
- Lomonosov vedl geografický kabinet Akademie věd a napsal 11 geografických spisů. Pracoval na vytvoření zeměpisného atlasu Ruska a různých map. Vytvořil mapu Arktidy jako velkého oceánu ohraničeného pobřežím Severní Ameriky. Chtěl, aby atlas Ruska obsahoval také údaje sociálně-ekonomického charakteru. Materiály pro atlas sbíral v r. 1760 ve všech guberniích pomocí dotazníků se 30 otázkami z různých oborů. Zavedl odborný termín ekonomická geografie a ekonomická mapa. Geografii pokládal za komplexní vědu a zahrnul do ní poznatky ze zkoumání atmosféry, hydrosféry, ledovců i geologie. Dospěl k názoru, že atmosféra se skládá ze 3 vrstev. Zformuloval své předpoklady o proudění vzduchu a s ním spojenými elektrickými jevy. Popsal mořské a kontinentální podnebí a vliv nadmořské výšky na klimatické podmínky. Stanovil klasifikaci přírodních ledů a objasnil vliv mineralizace vody na tvorbu ledu při různých teplotách. Vytvořil teorii o postupném pomalém pohybu ledovců z východních oblastí Arktidy do Atlantského oceánu. Jako první v roce 1750 také správně vysvětlil přirozenou vlastnost ledovců, když prohlásil, že 90 % objemu ledovce musí být pod hladinou, protože hustota ledu je 0,92 g/cm3 a mořské vody 1,025 g/cm3 (díky tomu zřejmě také pevně zakotvil v ruském jazyce německý výraz pro ledovec – Eisberg, rusky Aisberg). Ve spise Úvaha o větší přesnosti mořských cest z r. 1759 popsal určování zeměpisných souřadnic za různého počasí. Studoval vědecké mořeplavectví, zemský magnetismus, mořské proudy i předpovídání počasí. Jeho jméno nese podmořský hřbet v Severním ledovém oceánu, který byl objeven v r. 1948.
- V práci O zemských vrstvách podal ucelenou představu o geologii a složení zemské kůry, kde podrobně popsal a vysvětlil složení Země, vznik pohoří a zemětřesení. Toto dílo je nazýváno počátkem ruské geologie jako vědeckého oboru. Přišel s hypotézou o existenci oblastí s rychlými a pomalými vertikálními pohyby zemské kůry. Zabýval se původem uhlí a ropy, příčinami zbarvení hornin a minerálů. Napsal První základy metalurgie nebo rudných činností, uspořádal katalog minerálů a zkamenělin.
- Lomonosov stál u zrodu ruské vědecké a aplikované optiky. Zkonstruoval více než desítku nových opticko-mechanických přístrojů. Vytvořil optický zápalný systém, navrhl zařízení pro noční vidění a vlastní konstrukci teleskopu. Zdokonalil další přístroje: barometr, periskop, mikroskop, viskozimetr, optický batyskop pro sledování mořského a říčního dna z lodi.

### Společenské vědy
- Demografii se věnoval ve své práci O rozmnožení a zachování ruského národa z r. 1761. Cestu ke zlepšení života viděl v osvětě, zdokonalování mravů a vzdělanosti. Formování člověka spojoval s konkrétními sociálně-historickými podmínkami jeho života a s celkovou úrovní společnosti.
- Vypracoval první ruskou pedagogickou teorii. Byl zastáncem přirozeného procesu vzdělávání dětí s dílem zformovat člověka, jehož hlavními vlastnostmi jsou morálka, láska k vědě, poznání, tvrdá práce a nesobecká služba vlasti. Základními prvky poznání byly: smyslové vnímání, teoretické zobecnění a odborné ověření výsledků. Viděl organické spojení vzdělávání a odborné přípravy. Důležité místo přikládal praktické výchově a experimentům. Doporučoval domácí úkoly a ověřování znalostí zkoušením.

### Humanitní vědy
- Lomonosov vytvořil základy nové ruské poezie a vědecké gramatiky ruského jazyka. Na učebnici Ruské gramatiky začal pracovat už v r. 1749, publikována byla v r. 1757, na titulním listě je uveden rok 1755. Byla to jedna z prvních gramatik ruského jazyka, která vycházela z moskevského nářečí. Uskutečnil reformu tvorby veršů, když vytvořil klasický ruský čtyřstopý jamb. Studoval poezii i z hlediska jejího účinku na emoce. Snažil se zjistit, jaký vliv mají určité samohlásky nebo souhlásky na vznik různých emocionálních stavů. Do ruštiny převedl hlavní odborné termíny fyziky a chemie z latiny.
- Rétoriku viděl jako vědu o krasomluvě v próze a poezii. V roce 1743 napsal v ruštině Krátký návod k rétorice a v r. 1748 pak základní dílo Rétorika, které bylo zároveň čítankou světové a ruské literatury. Vypracoval stylistický systém ruského jazyka podle intenzity používání rétorických prostředků.
- Hluboce se zabýval ruskou historií. Jeho základní historické dílo Stará ruská historie bylo vydáno až po jeho smrti. Předtím vyšla zkrácená verze pod názvem Krátká ruská kronika s rodokmenem, v níž ve stručné formě uvedl všechny důležité události od r. 862 až do r. 1752. Lomonosov byl stoupencem sarmatské teorie původu Slovanů a jejich spojení s Varjagy pocházejícími z ústí řeky Němen. Kritizoval tzv. normanskou teorii podporovanou historikem G.F.Müllerem a vedl s ním polemiku. Lomonosov poukazoval na to, že ve starých skandinávských eposech nejsou zmiňováni Varjagové, z nichž pocházela první ruská knížata. Upozornil na to, že ve starém ruském jazyce se nevyskytují žádná slova skandinávského původu vztahující se k námořnictví nebo obchodu. Vycházel z předpokladu, že Varjagové mluvili slovanským jazykem a jejich bůh byl Perun, jehož kult byl uctíván na pobřeží Baltického moře (chybně mezi Slovany zařadil také Litevce).

### Umělecká tvorba
- Lomonosov se zabýval jak vlastní literární tvorbou, tak překlady z latiny a němčiny. Napsal 15 svazků básní, 20 ód (např. Óda na obléhání Chotyně Turky), epigramy. Je autorem dvou dramat Demofon a Tamir a Selim pro ruské dvorní divadlo.
- V době, kdy se začal zabývat výrobou skla a uměleckých sklářských výrobků byl Lomonosov již známý vědec, respektovaný v cizině, přijímaný u carského dvora. U svého domu v Petrohradě na Vasiljevském ostrově si zřídil dílnu, kde přijímal učedníky-umělce pro výrobu skleněných mozaik. Lomonosov byl sám jeden z prvních, kteří si v Rusku osvojili techniku mozaikových obrazů a stal se vedoucím skupiny umělců, která v této technice dosáhla vysoké úrovně. Jeho první prací byla ikona Matky Boží z více než 4000 kusů skla. V r. 1756 vytvořil mozaikový portrét Petra I. a jeho dcery Anny. Pro výzdobu petrohradské Akademie věd vyrobil v roce 1764 mozaiku Poltavské bitvy o rozměrech 14×9 stop (4,3×2,7 m).

## Fotogalerie

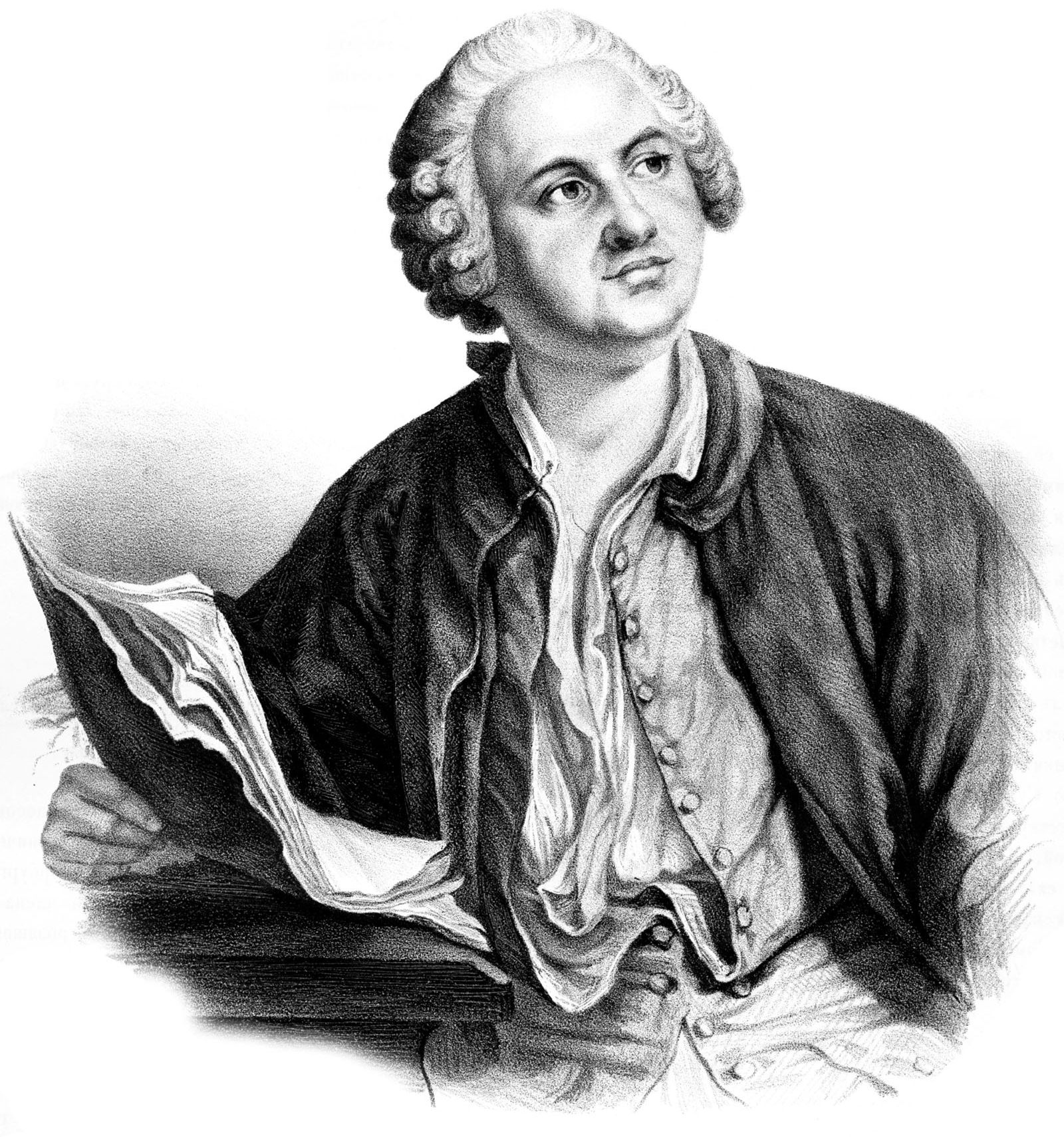
Michail Vasiljevič Lomonosov (1)
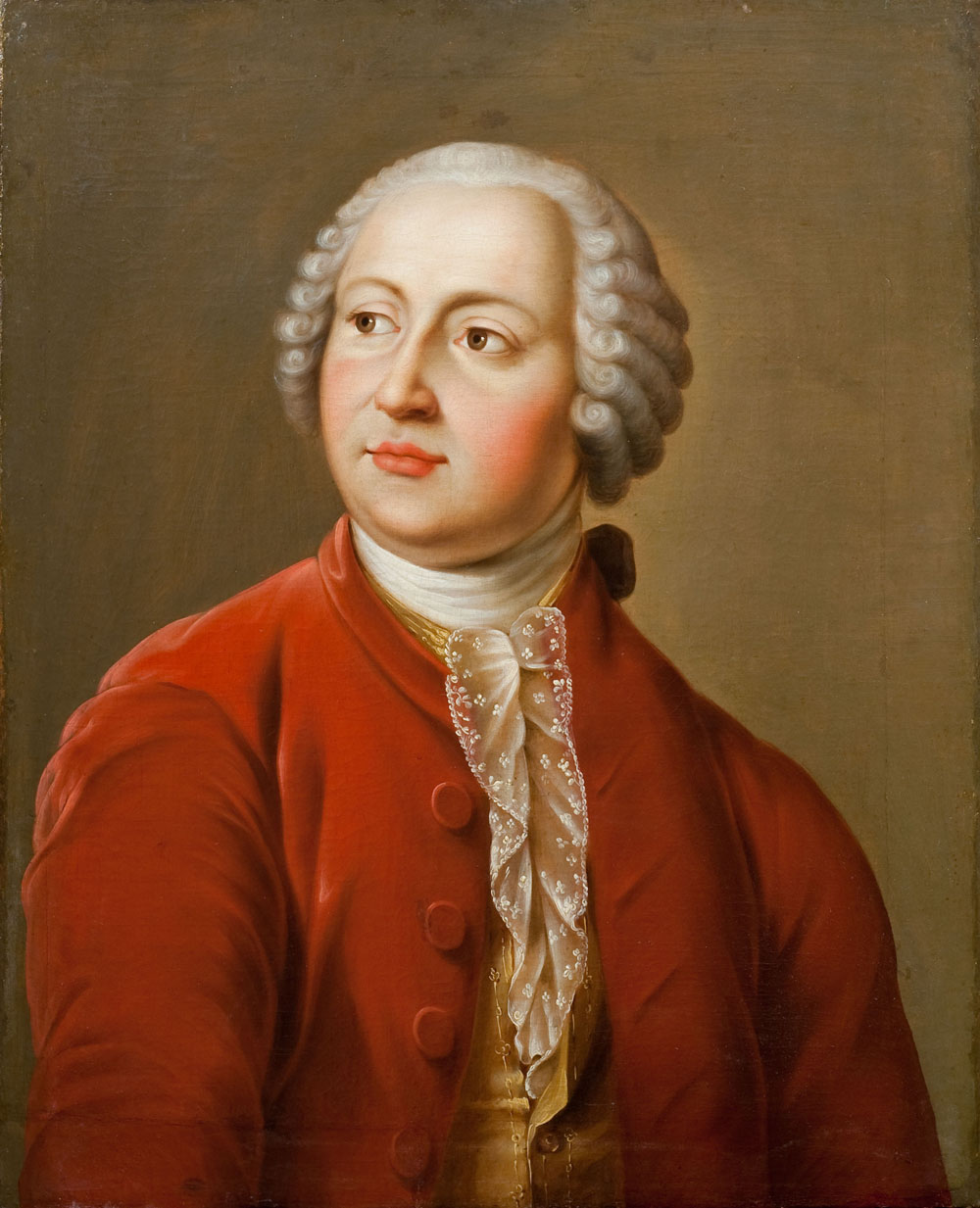
Michail Vasiljevič Lomonosov (2)
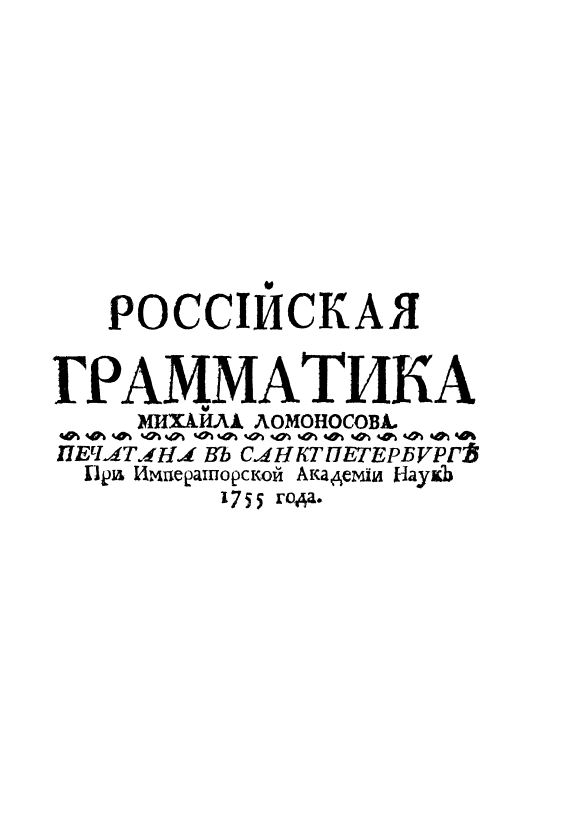
Lomonosova 'Ruská gramatika' z roku 1755
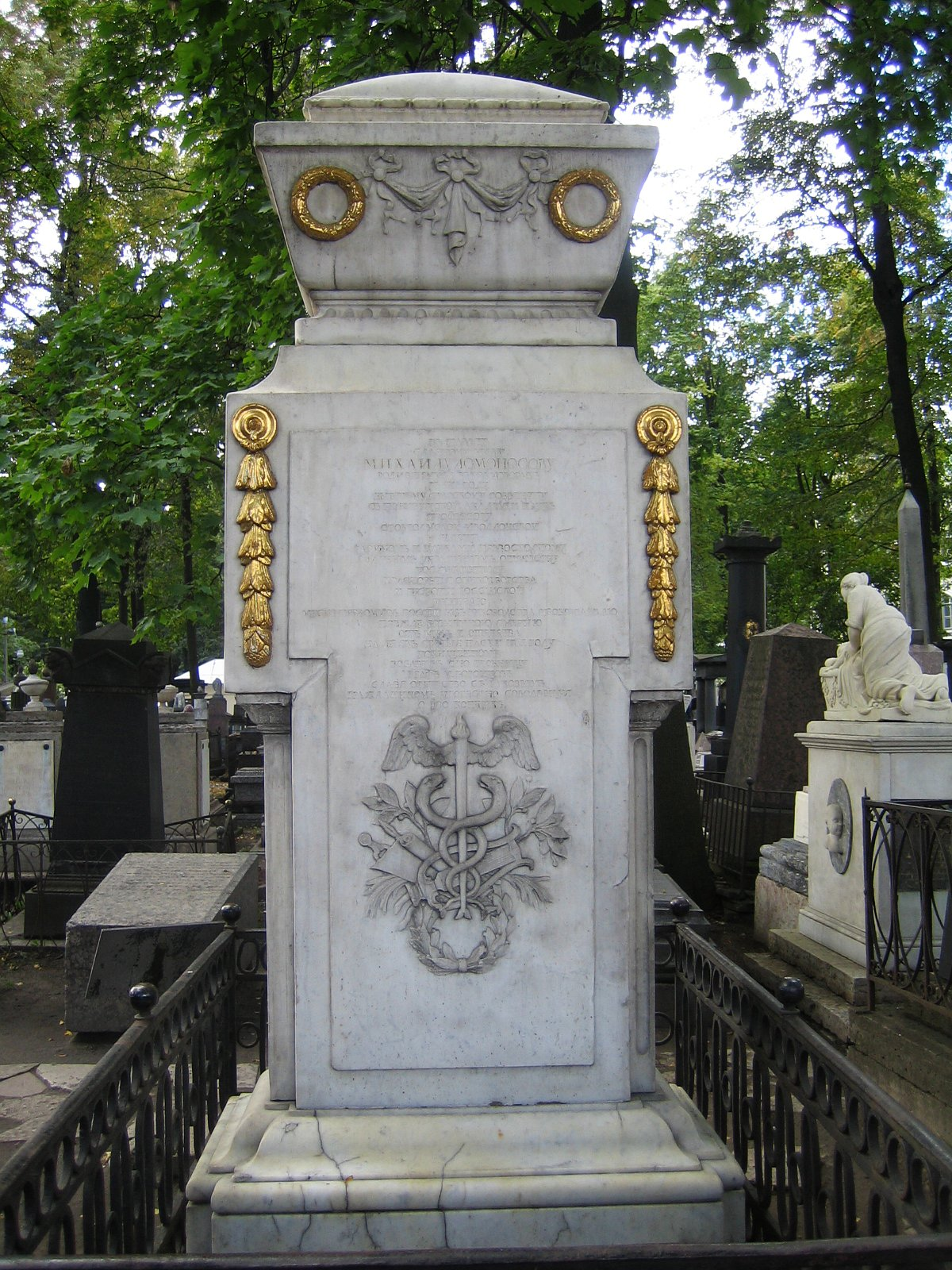
Hrob M. Lomonosova v Sankt-Petěrburgu (Лазаревское кладбище)
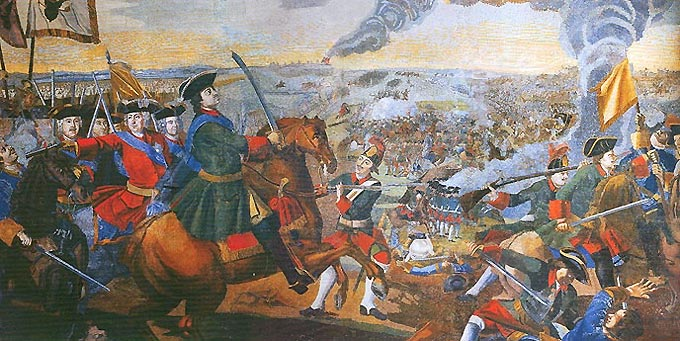
Lomonosovova mozaika: Bitva u Poltavy
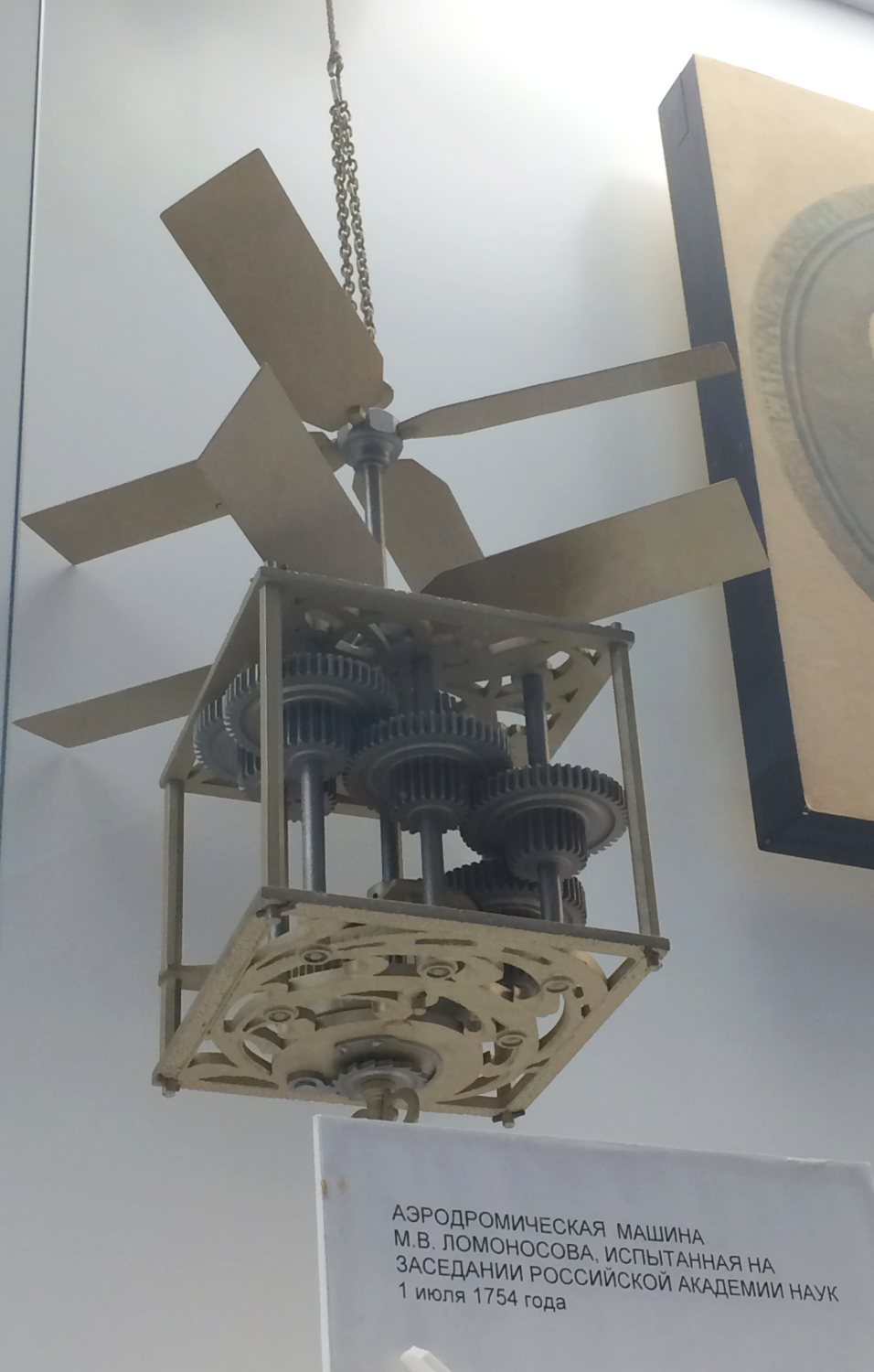
rekonstrukce Lomonosovova bezpilotního vrtulníku